# Віржіні Арнольд
Віржіні Арнольд  (фр. Virginie Arnold, 24 грудня 1979) — французька лучниця, олімпійська медалістка.

## Виступи на Олімпіадах
| Олімпіада  | Дисципліна | Місце |
| ---------- | ---------- | ----- |
| Пекін 2008 | особисті   | 40T   |
| Пекін 2008 | командні   | 3     |